# Pepi Bader
Josef „Pepi“ Bader (* 29. Mai 1941 in Grainau; † 30. Oktober 2021 in Garmisch-Partenkirchen) war ein deutscher Bobfahrer. Als Anschieber von Horst Floth gewann er zwei olympische Medaillen.

## Karriere
Bei den Olympischen Spielen in Grenoble 1968 gewannen Horst Floth und Pepi Bader die Silbermedaille im Zweierbob hinter den Italienern Eugenio Monti und Luciano De Paolis, beide Bobs hatten nach vier Läufen auf die Hundertstelsekunde die gleiche Zeit, weswegen der bessere letzte Lauf über Gold und Silber entschied. Auch im Viererbob siegte Eugenio Monti mit seiner Mannschaft, Horst Floth, Willi Schäfer, Frank Lange und Pepi Bader belegten den fünften Platz. Für den Gewinn der Silbermedaille im Zweierbob erhielt er – zusammen mit seinem Partner Horst Floth –  am 27. November 1968 das Silberne Lorbeerblatt.
Bei der Europameisterschaft 1970 in Cortina d’Ampezzo gewann mit Gianfranco Gaspari und Mario Armano erneut ein italienischer Zweierbob, dahinter fuhren Floth und Bader auf den zweiten Platz. Bei der Weltmeisterschaft 1970 in St. Moritz siegten Floth und Bader im Zweierbob vor dem zweiten deutschen Bob mit Wolfgang Zimmerer und Peter Utzschneider. Vor dem Wettbewerb im Viererbob fiel Stefan Gaisreiter aus Zimmerers Bob aus und für ihn sprang Pepi Bader ein. Zimmerer, Walter Steinbauer, Bader und Utzschneider gewannen die Silbermedaille hinter Nevio De Zordo und seiner Mannschaft.
1971 siegten Floth und Bader bei der Europameisterschaft im Zweierbob, im Viererbob gewannen sie die Bronzemedaille mit Donat Ertel und Jan Thölke. Im Jahr darauf siegten Zimmerer und Utzschneider bei der Europameisterschaft in St. Moritz im Zweierbob vor Floth und Bader. Bei den Olympischen Spielen in Sapporo 1972 konnten die beiden deutschen Bobs diesen Erfolg wiederholen, Zimmerer und Utzschneider erhielten Gold, Floth und Bader Silber. Im Viererbob belegten Horst Floth, Donat Ertel, Walter Gilik und Pepi Bader erneut den fünften Platz.